# 付値体
付値体(ふちたい、英: valued field, valuation field)とは、乗法付値により得られる距離に対する距離空間の位相が入った位相体のことを付値体という。体 K の乗法付値 {\displaystyle |\cdot |} で付値体になるとき、{\displaystyle \scriptstyle (K,\ |\cdot |)} と表す。
付値体 {\displaystyle \scriptstyle (K,\ |\cdot |)} に対して、乗法付値 {\displaystyle |\cdot |} がアルキメデス付値であるとき、アルキメデス付値体、非アルキメデス付値のとき、非アルキメデス付値体という。
付値体の位相体としての性質は、項目位相体を参照のこと。

## 例
- 自明な付値による付値体は離散位相による位相体と等しい。逆に離散位相による位相体は、自明な付値による付値体である。
- 実数体の付値として、絶対値 {\displaystyle |\cdot |} を選ぶと、{\displaystyle \scriptstyle (\mathbb {R} ,\ |\cdot |)} は付値体となる。
- 複素数体の付値として、絶対値 {\displaystyle |\cdot |} を選ぶと、{\displaystyle \scriptstyle (\mathbb {C} ,\ |\cdot |)} は付値体となる。
- p を素数に対して、有理数体の付値として、p進付値 {\displaystyle |\cdot |_{p}} を選ぶと、{\displaystyle \scriptstyle (\mathbb {Q} ,\ |\cdot |_{p})} は付値体となる。

## 離散付値体
体 K 上の乗法付値 {\displaystyle |\cdot |} が離散付値であるとき、付値体 {\displaystyle \scriptstyle (K,\ |\cdot |)} を離散付値体という。
離散付値 {\displaystyle |\cdot |} に対する付値環、付値イデアルを {\displaystyle \scriptstyle {\mathcal {O}},\ {\mathfrak {p}}} とおき、 {\displaystyle |\cdot |} の素元を π とし、1 より大きい正数 q を
{\displaystyle |\pi |=q^{-1}}
が満たされる様にとると
{\displaystyle {\mathfrak {p}}^{n}=\left\{x\in K\left|\ |x|<{\frac {1}{q^{n-1}}}\right.\right\}\ \ \ \ (n=1,2,\ldots )}
であり、便宜的に {\displaystyle {\mathfrak {p}}^{0}={\mathcal {O}}} とおくと
{\displaystyle \{{\mathfrak {p}}^{n}|n=0,1,2,\ldots \}}
は K の 0 に対する基本近傍系となる。また、乗法群 {\displaystyle \scriptstyle K^{\times }} に対して
{\displaystyle U^{(n)}=1+p^{n}=\left\{x\in K^{\times }\left|\ |1-x|<{\frac {1}{q^{n-1}}}\right.\right\}\ \ \ \ (n=0,1,2,\ldots )}
とおくと
{\displaystyle {\mathcal {O}}^{\times }=U^{(0)}\supsetneqq U^{(1)}\supsetneqq U^{(2)}\supsetneqq \cdots }
が成立し、{\displaystyle \{U^{(n)}|n=0,1,2,\ldots \}} は {\displaystyle \scriptstyle K^{\times }} の 1 に対する基本近傍系となる。
また、各 n に対して、{\displaystyle U^{(n)}} は K の単数群 {\displaystyle \scriptstyle {\mathcal {O}}^{\times }} の部分群となる。これを n 次主単数群といい、特に {\displaystyle U^{(1)}} を主単数群という。
上記の付値イデアルのベキおよび n 次主単数群に対して、以下のことが成立する。
各 {\displaystyle \scriptstyle n=1,2,\ldots } に対して
{\displaystyle {\mathcal {O}}^{\times }/U^{(n)}\simeq ({\mathcal {O}}/{\mathfrak {p}}^{n})^{\times },\ \ \ \ \ U^{(n)}/U^{(n+1)}\simeq {\mathcal {O}}/{\mathfrak {p}}}
が成立する。

## 完備化
付値体 {\displaystyle \scriptstyle (K,\ |\cdot |)} の数列 {\displaystyle \scriptstyle \{a_{n}\}_{n\geq 0}} がコーシー列または基本列であるとは、任意の正数 ε に対して、ある整数 N が存在して、N より大きい任意の整数 m, n に対し
{\displaystyle |a_{m}-a_{n}|<\varepsilon }
が成立することである。任意の K のコーシー列が K 内の点に収束するとき、K は完備であるといい、このとき {\displaystyle \scriptstyle (K,\ |\cdot |)} を {\displaystyle |\cdot |} に対する完備体という。
付値体 {\displaystyle \scriptstyle (K,\ |\cdot |)} のコーシー列は、K 内に収束するとは限らないので、付値体は完備であるとは限らない。例えば、先に付値体の例として挙げた例のうち、{\displaystyle \scriptstyle (\mathbb {R} ,\ |\cdot |)} と {\displaystyle \scriptstyle (\mathbb {C} ,\ |\cdot |)} は、いずれも完備体であるが、{\displaystyle \scriptstyle (\mathbb {Q} ,\ |\cdot |_{p})} は完備体ではない。
任意の付値体 {\displaystyle \scriptstyle (K,\ |\cdot |)} に対して、以下の条件を満たす完備体 {\displaystyle \scriptstyle (K^{*},\ |\cdot |^{*})} が存在する。これを K の完備化という。
1. {\displaystyle K^{*}} は K の拡大体である。
2. {\displaystyle K} は {\displaystyle K^{*}} の中で稠密である。
3. {\displaystyle K^{*}} は {\displaystyle |\cdot |} の延長となる乗法付値 {\displaystyle |\cdot |^{*}} を持つ。
4. {\displaystyle K^{*}} は {\displaystyle |\cdot |^{*}} に対して完備である。

任意の付値体 {\displaystyle \scriptstyle (K,\ |\cdot |)} に対して、完備体は付値体として同型を除いて唯一存在する。

### 完備な離散付値体
完備体 {\displaystyle \scriptstyle (K,\ |\cdot |)} が離散付値体、つまり {\displaystyle |\cdot |} が離散付値である場合を考える。
すると、K の 0 ではない元 α は、以下の形に一意的に表現される：
{\displaystyle \alpha =\sum _{n=r}^{\infty }c_{n}\pi _{n}\ \ \ \ (c_{n}\in \Gamma ,\ c_{r}\neq 0)}
但し、{\displaystyle \scriptstyle R_{|\cdot |}\supset \Gamma } は、{\displaystyle |\cdot |} の剰余体 {\displaystyle \scriptstyle R_{|\cdot |}/{\mathfrak {m}}_{|\cdot |}} の 0 を含む完全代表系、{\displaystyle \scriptstyle \{\pi _{n}\}\!} は {\displaystyle |\cdot |} の素元である。
特に π を素元とし、{\displaystyle \pi _{n}=\pi ^{n}} とすれば
{\displaystyle \alpha =\sum _{n=r}^{\infty }c_{n}\pi ^{n}\ \ \ \ (c_{n}\in \Gamma ,\ c_{r}\neq 0)}
と表される。付値イデアルを {\displaystyle {\mathfrak {p}}=(\pi )} としたとき、上記の展開のことを K の {\displaystyle {\mathfrak {p}}} 進展開という。
例として、p進体 {\displaystyle \mathbb {Q} _{p}} の元 α は
{\displaystyle \alpha =\sum _{n=r}^{\infty }c_{n}p^{n}\ \ \ \ (c_{n}=0,1,\ldots ,p-1,\ c_{r}\neq 0)}
と表現される。これを p進体のp進展開という。

### 完備体の拡大
付値体 {\displaystyle \scriptstyle (K,\ |\cdot |_{K})} は、{\displaystyle |\cdot |_{K}} によって完備であり、L を K の代数拡大体とすると、 {\displaystyle |\cdot |_{K}} は、L に一意的に延長が可能である。もし、L が K の有限次拡大であるならば、L の乗法付値を {\displaystyle |\cdot |_{L}} とおくと、L は {\displaystyle |\cdot |_{L}} で完備となり、
{\displaystyle |\alpha |_{L}={\sqrt[{n}]{|N_{L/K}(\alpha )|_{K}}}}
が成立する。但し、n は L の K に対する拡大次数である。
注意として、L が K の無限次代数拡大体であるとき、L が完備になるとは限らない。
例えば、p進体の代数閉包は完備ではない。

### アルキメデス付値による完備体
アルキメデス付値に対する完備体 K は、実数体または複素数体に同型である（オストロフスキーの定理）。
さらに、K のアルキメデス付値 {\displaystyle |\cdot |} による位相体とすると、K から実数体もしくは複素数体の中への同型写像 σ と、ある正数 ρ が存在して、
{\displaystyle |\alpha |=|\sigma (\alpha )|_{\infty }^{\rho }}
と表される。但し {\displaystyle |\cdot |_{\infty }} は実数体もしくは複素数体の絶対値とする。
逆に τ を上を満たすような K から複素数体の中への同型写像としたとき、
- K の完備化が実数体に同型であるとき、{\displaystyle \tau =\sigma } である。
- K の完備化が複素数体に同型であるとき、{\displaystyle \tau =\sigma } または、{\displaystyle \scriptstyle \tau (\alpha )={\overline {\sigma (\alpha )}}} のいずれかである。

### 非アルキメデス付値による完備体
非アルキメデス付値に対する完備体の性質として、以下のものが挙げられる。
(1) 非アルキメデス付値に対する完備体 {\displaystyle \scriptstyle (K,\ |\cdot |)} 内のコーシー列 {\displaystyle \scriptstyle \{a_{n}\}_{n\geq 0}} の収束点を α としたとき、α が 0 でないならば、十分大きな全ての n に対して
{\displaystyle |\alpha |=|a_{n}|}
が成立する。
(2) 非アルキメデス付値体 {\displaystyle \scriptstyle (K,\ |\cdot |)} の完備化を {\displaystyle \scriptstyle (K',\ |\cdot |')} とする。このとき、K が代数閉体であるならば、{\displaystyle K'} も代数閉体である。
このことから、例えば、p進体 {\displaystyle \mathbb {Q} _{p}} の代数閉包を {\displaystyle {\overline {\mathbb {Q} _{p}}}} とし、p進付値をこの代数閉包に延長したもので完備化した体を {\displaystyle \mathbb {C} _{p}} とおくと、 {\displaystyle \mathbb {C} _{p}} は代数閉体となる。

#### ヘンゼルの補題
非アルキメデス付値体 {\displaystyle \scriptstyle (K,\ |\cdot |)} が完備であるとする。このとき、ヘンゼルの補題と呼ばれる非常に有用な命題が成立する。
ヘンゼルの補題
K の {\displaystyle |\cdot |} の付値環、付値イデアル、剰余体を {\displaystyle \scriptstyle R,\ {\mathfrak {m}},\ F} とする。R 係数多項式 {\displaystyle \scriptstyle f(x)\!} は、以下の条件を満たすとする：
1. {\displaystyle f(x)\not \equiv 0{\pmod {\mathfrak {m}}}}
2. 互いに素である F 係数多項式 {\displaystyle {\tilde {g}}(x),\ {\tilde {h}}(x)} が存在して、

{\displaystyle f(x)\equiv {\tilde {g}}(x){\tilde {h}}(x){\pmod {\mathfrak {m}}}}
このとき、R 係数多項式 {\displaystyle g(x),\ h(x)} {\displaystyle (\deg g=\deg {\tilde {g}})} が存在して
{\displaystyle f(x)=g(x)h(x),\ \ \ g(x)\equiv {\tilde {g}}(x){\pmod {\mathfrak {m}}},\ \ \ \ h(x)\equiv {\tilde {h}}(x){\pmod {\mathfrak {m}}}}
が成立する。
つまり、K 係数多項式の可約性が、K よりも単純な体である剰余体上での可約性に帰着される。
ヘンゼルの補題を用いて、以下のことが示される。（さらなる応用例はヘンゼル体を参照のこと）
以下において、K を非アルキメデス付値 {\displaystyle |\cdot |} による完備体とし、R を付値環、{\displaystyle {\mathfrak {m}}} を付値イデアルとする。
- R 係数多項式 {\displaystyle \scriptstyle f(x)=a_{n}x^{n}+\cdots +a_{0}} {\displaystyle \scriptstyle (a_{n}\neq 0)} において、{\displaystyle \scriptstyle a_{n}\in {\mathfrak {m}}} であり、{\displaystyle \scriptstyle a_{j}\not \in {\mathfrak {m}}} となる j {\displaystyle \scriptstyle (1\leq j<n)} が存在すれば、{\displaystyle \scriptstyle f(x)\!} は R係数多項式上可約である。

- K 係数の既約なモニック多項式 {\displaystyle \scriptstyle f(x)=x^{n}+\cdots +a_{0}} において、{\displaystyle \scriptstyle a_{0}\in R} であるならば、{\displaystyle \scriptstyle f(x)\!} は R 係数の既約多項式である。

- K 係数の多項式 {\displaystyle \scriptstyle f(x)=a_{n}x^{n}+\cdots +a_{0}} {\displaystyle \scriptstyle (a_{n}\neq 0)} が既約多項式であるならば、

{\displaystyle \max(|a_{0}|,\ldots ,|a_{n}|)=\max(|a_{0}|,|a_{n}|)}
である。
- 任意の素数 p に対して、p進体 {\displaystyle \mathbb {Q} _{p}} は 1 の {\displaystyle p-1} 乗根を全て含む。さらに、1 の {\displaystyle p-1} 乗根の全体と 0 を合わせた集合は、p進付値の剰余体の完全代表系をなす。

- a を有理整数、p を素数としたとき、{\displaystyle \scriptstyle b^{2}\equiv a\mod {p}} となる有理整数 b が存在するための必要十分条件は、{\displaystyle X^{2}=a} が {\displaystyle \mathbb {Q} _{p}} 上で解をもつことである。

#### 離散付値の場合
非アルキメデス付値体に対して、付値が離散付値である場合、以下のことが成立する。
位相体 K は離散付値 {\displaystyle |\cdot |} によって完備であるとする。{\displaystyle |\cdot |} の剰余体の標数を {\displaystyle p>0} としたとき
(1) K の標数が p と等しいとき
{\displaystyle |\cdot |} の素元を π としたとき、{\displaystyle K=F((\pi ))} と表される。但し、F は、剰余体の完全代表系となる体である。
(2) K の標数が 0 であるとき
ある標数が p である完全体 F が存在して、K は F 上の Wittベクトル環の商体となる。

## ヘンゼル体
非アルキメデス付値による完備体で得られる結果の多くは、その証明にヘンゼルの補題が使われているが、ヘンゼルの補題は完備体でなくても成立する場合がある。その様な体上では、完備体で得られた多くの結果が成り立つことになる。ヘンゼルの補題が成立する付値体のことをヘンゼル体という。また、与えられた付値体 {\displaystyle \scriptstyle (K,\ |\cdot |)} の拡大体で、乗法付値 {\displaystyle |\cdot |} の延長でヘンゼル体になるとき、その体のことを、付値 {\displaystyle |\cdot |} に関する体 K のヘンゼル化という。付値体 {\displaystyle \scriptstyle (K,\ |\cdot |)} がヘンゼル体であるとき、{\displaystyle |\cdot |} をヘンゼル付値、{\displaystyle |\cdot |} の付値環をヘンゼル付値環という。任意の非アルキメデス付値体に対する完備化は必ず存在するので、ヘンゼル化も存在する。

### ヘンゼル化の構成
非アルキメデス付値体 {\displaystyle \scriptstyle (K,\ |\cdot |)} に対する完備化を {\displaystyle \scriptstyle ({\tilde {K}},\ |\cdot |_{\tilde {K}})} とする。{\displaystyle {\tilde {K}}} の K における分離閉包を {\displaystyle K'} とおき、{\displaystyle |\cdot |_{\tilde {K}}} の {\displaystyle K'} への制限を {\displaystyle |\cdot |'} とおくと、付値体 {\displaystyle \scriptstyle (K',\ |\cdot |')} では、ヘンゼルの補題が成立する。よって、{\displaystyle \scriptstyle (K',\ |\cdot |')} は {\displaystyle |\cdot |} に関する体 K のヘンゼル化となる。
完備化という手法をとらずに純粋に代数的な手法でヘンゼル化を得ることができる。
非アルキメデス付値体 {\displaystyle \scriptstyle (K,\ |\cdot |)} の分離閉包を {\displaystyle {\bar {K}}} とし、{\displaystyle |\cdot |} の {\displaystyle {\bar {K}}} への延長を {\displaystyle |\cdot |'} とする。{\displaystyle {\bar {K}}} の {\displaystyle |\cdot |'} に対する分解群を
{\displaystyle G_{|\cdot |'}=\{\sigma \in {\mbox{Gal}}({\bar {K}}/K)||\sigma (\alpha )|'=|\alpha |'\ \ ({\mbox{for any}}\ \alpha \in {\bar {K}}^{\times })\}}
とし、この分解群に対する {\displaystyle {\bar {K}}/K} の分解体を
{\displaystyle K_{|\cdot |'}=\{\alpha \in {\bar {K}}|\sigma (\alpha )=\alpha \ \ ({\mbox{for any}}\ \sigma \in G_{|\cdot |'})\}}
とおけば、{\displaystyle K_{|\cdot |'}} は、{\displaystyle |\cdot |} に関する体 K のヘンゼル化となる。

### ヘンゼル体の性質
先にも述べた様に、完備体の性質の多くの性質はヘンゼル体でも成立している。先に挙げたヘンゼルの補題から得られる結果以外で、ヘンゼル体でも成立する性質(当然完備体でも成立する)をいくつか挙げる。
- 付値体 {\displaystyle \scriptstyle (K,\ |\cdot |_{K})} は {\displaystyle |\cdot |_{K}} でヘンゼル体であり、L を K の代数拡大体とすると、 {\displaystyle |\cdot |_{K}} は、L に一意的に延長が可能である。もし、L が K の有限次拡大であるならば、L の乗法付値を {\displaystyle |\cdot |_{L}} とおくと、

{\displaystyle |\alpha |_{L}={\sqrt[{n}]{|N_{L/K}(\alpha )|_{K}}}}
が成立する。但し、n は L の K に対する拡大次数である。
上記の逆、つまり、任意の代数拡大体への延長が唯一である様な非アルキメデス付値体はヘンゼル体であることが知られている。
- ヘンゼル体 {\displaystyle \scriptstyle (K,\ |\cdot |)} とし、{\displaystyle \textstyle f(x)=\sum _{j=0}^{n}a_{j}x^{j}} を K 上の n 次のモニックな多項式とし、

{\displaystyle f(x)=\prod _{i=0}^{r}(x-\alpha _{j})^{m_{j}}\ \ \ (m_{j}>0,\ i\neq j\Rightarrow \alpha _{i}\neq \alpha _{j})}
と分解する。すると、任意の正数 ε に対して、正数 δ が存在して、
{\displaystyle g(x)=\sum _{j=0}^{n}b_{j}x^{j}\ \ \ (b_{n}=1,\ b_{j}\in K,\ |b_{j}-a_{j}|<\delta \ \ (j=0,1,\ldots ,n))}
の r 個の根 {\displaystyle \scriptstyle \beta _{1},\ldots ,\beta _{r}} に対して
{\displaystyle |\beta _{i}-\alpha _{i}|<\varepsilon \ \ \ (i=1,2,\ldots ,r)}
が成立する。
- 体 K が同値ではない2つの非アルキメデス付値でヘンゼル体になるのであれば、K は分離閉体である。

逆に K を分離閉体とすると、K の任意の非アルキメデス付値に対して、ヘンゼル体となる。
- 非アルキメデス付値体 K の付値環、付値イデアルを {\displaystyle R,\ {\mathfrak {m}}} としたとき、K がヘンゼル体である必要十分条件は、

{\displaystyle f(x)=x^{n}+a_{n-1}x^{n-1}+\cdots +a_{1}x+a_{0}\in R[x]\ \ \ (a_{0}\in {\mathfrak {m}},\ a_{1}\not \in {\mathfrak {m}})}
を満たす任意の多項式に対して、{\displaystyle \scriptstyle f(x)\!} は {\displaystyle {\mathfrak {m}}} の元を根として含むことである。

## 分岐拡大
以下において、特に断らない限り、K を非アルキメデス付値 {\displaystyle |\cdot |_{K}} に対してヘンゼル体であるとし、K の有限次または無限次の代数拡大体 L に対して、{\displaystyle |\cdot |_{K}} の延長が同値なものを除いて唯一存在するので、それを {\displaystyle |\cdot |_{L}} とおき、{\displaystyle F_{K},\ F_{L}} をそれぞれ {\displaystyle |\cdot |_{K},\ |\cdot |_{L}} における付値環としたとき、L として、{\displaystyle F_{L}} が {\displaystyle F_{K}} の分離拡大である様な K の代数拡大体とする。例えば、K をp進体とすれば、K の任意の代数拡大体 L に対して、上記の条件は全て満たされる。

### 不分岐拡大
L を K の有限次または無限次代数拡大体とし {\displaystyle |\cdot |_{L}} の {\displaystyle |\cdot |_{K}} に対する分岐指数が 1 であるならば、L を K の不分岐拡大体、{\displaystyle L/K} は不分岐であるという。
このことは、L が有限次代数拡大体であるとき、{\displaystyle \scriptstyle [L:K]=[F_{L}:F_{K}]\!} を満たすことと同値であり、{\displaystyle \scriptstyle [L:K]=n\!} としたとき、L を n 次の不分岐拡大体という。
不分岐拡大について、以下のことが成立する。
(1) L が K の不分岐拡大体であるとき、K を含む任意の L の部分体も K の不分岐拡大体である。
(2) K の剰余体 {\displaystyle F_{K}} の標数 p が正であるとき、有限次代数拡大体 L が K の不分岐拡大体である必要十分条件は、p と互いに素な正整数 {\displaystyle m_{1},\ldots ,m_{r}} が存在して
{\displaystyle L=K(\zeta _{1},\ldots ,\zeta _{r})}
となることである。但し {\displaystyle \scriptstyle \zeta _{j}\ (1\leq j\leq r)} は、1 の {\displaystyle m_{j}} 乗根とする。特に K に p と互いに素な正整数に対する 1 のベキ乗根全てを添加した体は、K の最大不分岐拡大体である
(3) {\displaystyle L,\ K'} を K の代数閉包に含まれる有限次代数拡大とし、{\displaystyle L'=LK'} とおく。このとき、{\displaystyle L/K} が不分岐であれば、{\displaystyle L'/K'} も不分岐である。
(4) {\displaystyle L,\ L'} が K の不分岐拡大体であるならば、合成体 {\displaystyle LL'} も K の不分岐拡大体である。
K の（有限次ないし無限次）代数拡大体 E に対して、E に含まれる K の不分岐拡大体全ての合成は、包含関係で最大な K の不分岐拡大体であり、これを {\displaystyle E/K} の最大不分岐部分拡大という。
特に K の代数閉包 {\displaystyle {\bar {K}}} に対して、{\displaystyle {\bar {K}}/K} の最大不分岐部分拡大を K の最大不分岐拡大体という。
{\displaystyle L/K} の最大不分岐拡大 T に対して、以下のことが成立する。
- T の剰余体は {\displaystyle F_{L}/F_{K}} の分離閉包であり、T の値群は K の値群と等しい。

### 順分岐拡大
この項では、K の {\displaystyle |\cdot |_{K}} に対する剰余体 {\displaystyle F_{K}} の標数 p は正であるとする。
L を K の n 次代数拡大体で、K, L は初めに述べた条件を満たすとする。T を {\displaystyle L/K} の最大不分岐部分拡大としたとき、{\displaystyle \scriptstyle ([L:T],\ p)=1} が満たされるならば、L を K のn 次の順分岐拡大体、{\displaystyle L/K} は順分岐または分岐が穏やかであるという。L が無限次拡大体のとき、{\displaystyle L/T} の任意の有限次部分拡大体に対して、拡大次数が p と互いに素となるとき、順分岐と定める。
L が有限次拡大体で、{\displaystyle |\cdot |_{L}} に対する分岐指数 e と剰余次数 f に対して、{\displaystyle \scriptstyle [L:K]=ef\!} を満たすのであれば、{\displaystyle L/K} が順分岐であることは、{\displaystyle \scriptstyle (e,\ p)=1} が成り立つことを意味する。
特に、K の {\displaystyle |\cdot |_{K}} に対する剰余体が有限体であるとき、{\displaystyle L/K} が不分岐であるならば、順分岐である。
順分岐拡大について、以下のことが成立する。
(1) L を K の有限次代数拡大体とし、T を {\displaystyle L/K} の最大不分岐部分拡大としたとき、L が K の順分岐拡大である必要十分条件は、p と互いに素な正整数 {\displaystyle m_{1},\ldots ,m_{r}} と K の元 {\displaystyle a_{1},\ldots ,a_{r}} が存在して
{\displaystyle L=T({\sqrt[{m_{1}}]{a_{1}}},\ldots ,{\sqrt[{m_{r}}]{a_{r}}})}
となることである。
(2) {\displaystyle L,\ K'} を K の代数閉包に含まれる有限次代数拡大とし、{\displaystyle L'=LK'} とおく。このとき、{\displaystyle L/K} が順分岐であれば、{\displaystyle L'/K'} も順分岐である。
(3) {\displaystyle L,\ L'} が K の順分岐拡大体であるならば、合成体 {\displaystyle LL'} も K の順分岐拡大体である。
K の（有限次ないし無限次）代数拡大体 E に対して、E に含まれる K の順分岐拡大体全ての合成は、包含関係で最大な K の順分岐拡大であり、{\displaystyle E/K} の最大順分岐部分拡大という。
特に K の代数閉包 {\displaystyle {\bar {K}}} に対して、{\displaystyle {\bar {K}}/K} の最大順分岐部分拡大を K の最大順分岐拡大体という。
{\displaystyle L/K} の最大不分岐部分拡大 T および最大順分岐部分拡大 V に対して、以下のことが成立する。
- T の剰余体と V の剰余体は等しく、{\displaystyle F_{L}/F_{K}} の分離閉包である。また V の値群 {\displaystyle G_{V}} は K, L の値群 {\displaystyle G_{K},\ G_{L}} を用いて

{\displaystyle G_{V}=\{\omega \in G_{L}|\ m\omega \in G_{K},\ (m,\ p)=1\}\!}
と表される。
L を K の有限次代数拡大体で、初めに述べた条件を満たし、さらに {\displaystyle |\cdot |_{L}} の {\displaystyle |\cdot |_{K}} の分岐指数 e、剰余次数 f に対して、{\displaystyle [L:K]=ef} が満たされているとする。いま分岐指数 e を {\displaystyle \scriptstyle e=e'p^{s}\ (s\geq 0,\ (e',\ p)=1)} と表し、
T, V をそれぞれ {\displaystyle L/K} の最大不分岐部分拡大、最大順分岐部分拡大とすれば、K, T, V, L の値群・剰余体・分岐指数・剰余次数の間には、以下の様な関係が成立する。
{\displaystyle {\begin{array}{ccccccc}K&\subseteq &T&\subseteq &V&\subseteq &L\\G_{K}&=&G_{T}&\subseteq &G_{V}&\subseteq &G_{L}\\F_{K}&\subseteq &F_{T}&=&F_{V}&\subseteq &F_{L}\\1&=&1&\leq &e'&\leq &e\\1&\leq &[T:K]&=&[T:K]&\leq &[L:K]/e\end{array}}}
上記において、特に {\displaystyle T=K} かつ {\displaystyle V=L} であるとき、{\displaystyle L/K} は完全分岐であるといい、{\displaystyle V\neq L} のとき（つまり {\displaystyle L/K} が順分岐ではないとき）、{\displaystyle L/K} は激分岐であるという。

### ガロア拡大体の場合
有限次代数拡大体 {\displaystyle L/K} が特にガロア拡大体であるとする。
今、{\displaystyle \scriptstyle R,\ {\mathfrak {P}}} を L の付値環、付値イデアルとしたとき、各 {\displaystyle \scriptstyle i\geq 0} に対して、{\displaystyle \scriptstyle R/{\mathfrak {P}}^{i+1}} の元を動かさないような {\displaystyle L/K} の同型写像の集合を
{\displaystyle G_{i}=\{\sigma \in \operatorname {Gal} (L/K)|\ \sigma (x)\equiv x\ {\bmod {\ }}{\mathfrak {P}}^{i+1},\ ({\mbox{for any }}x\in R)\}}
とおくと、{\displaystyle G_{i}} は {\displaystyle \scriptstyle \operatorname {Gal} (L/K)} の部分群となる。
特に {\displaystyle G_{0}} に対して、{\displaystyle \scriptstyle \operatorname {Aut} (F_{L}/F_{K})} を剰余体 {\displaystyle F_{L}} の {\displaystyle F_{K}} 上の自己同型写像全体とすれば
{\displaystyle \operatorname {Gal} (L/K)/G_{0}\simeq \operatorname {Aut} (F_{L}/F_{K})}
であり、{\displaystyle G_{0}} は可解群となる。
さらに、{\displaystyle L/K} が完全分岐であるならば、{\displaystyle \scriptstyle \operatorname {Gal} (L/K)=G_{0}} であり、十分大きな全ての i に対して、{\displaystyle G_{i}} は恒等写像しか含まない。従って {\displaystyle \scriptstyle \operatorname {Gal} (L/K)} は可解群となる。